# Alexandre Fayollat
Armand Alexandre Fayollat (4 d'octubre de 1889 - abril de 1957) va ser un atleta francès que va competir a començaments del segle xx.
El 1908 va prendre part en els Jocs Olímpics de Londres, on guanyà la medalla de bronze en la cursa de les tres milles per equips, formant equip amb Louis Bonniot de Fleurac, Joseph Dréher, Jean Bouin i Paul Lizandier.